# Hannah Montana
Hannah Montana američka je humoristična serija nominirana za nagradu Emmy. Serija govori o djevojci Miley Stewart (glumi je Miley Cyrus) koja živi dvostrukim životom, danju ide u školu i živi kao i sve njene vršnjakinje, a noću se pretvara u slavnu pop pjevačicu Hannah Montanu.

## Povijest serije
Hannah Montana zasigurno je jedna od najuspješnijih američkih tinejdžerskih serija. Već je pilot epizodu, emitiranu na Disney Channelu 24. ožujka 2006. godine, gledalo 5,4 milijuna ljudi u SAD-u, a tada 13-godišnja Miley Cyrus, preko noći vinula se među najsjajnije hollywoodske zvijezde.
Autori su u početku željeli snimiti samo jednu epizodu, s pričom o curi koja vodi dvostruki život, običnoj tinejdžerici danju i popularnoj pjevačici noću, za seriju "Better Days". Miley je prvo došla na audiciju za ulogu Lily Truscott - najbolje prijateljice Hanne Montane. No toliko se svidjela producentima da je na kraju dobila glavnu ulogu.
Oduševljena konceptom, Disneyjeva se ekipa ipak odlučila za snimanje cijele serije, a ne samo jedne epizode. U početku nikako nisu mogli odabrati idealno ime, tako da se serija trebala zvati "Anna Cabana", "Samantha York", "Alexis Texas"..., no na kraju su se odlučili za ime "Hannah Montana". 
Do danas je snimljeno 101 epizoda u 4 sezone.

## Sadržaj serije
Na prvi pogled, sasvim obična 14-godišnjakinja iz Tennesseeja, Miley Stewart doseljava sa starijim bratom Jacksonom (Jason Earles) i ocem Robbyjem (glumi ga Billy Ray Cyrus, otac Miley Cyrus) u Kaliforniju. Međutim, osim što proživljava svakodnevne školske i ljubavne probleme poput svih svojih vršnjaka, Miley krije veliku tajnu. Ona je slavna pop-zvijezda, pjevačica koja nastupa pod imenom Hannah Montana. Iako se u školi osjeća totalno izgubljenom, na pozornici pred mnogobrojnom publikom pretvara se u pravu zvijezdu punu samopouzdanja. Putuje svijetom i zabavlja obožavatelje pjevajući pjesme koje je napisao njen otac i menadžer. Miley se uz pomoć duge plave perike i odjeće u stilu prave pop-zvijezde pretvara u sasvim drugu djevojku, pa je nitko ne može prepoznati. Iako je uspjela prevariti sve oko sebe, dvoje njenih najvećih obožavatelja, ujedno i dvoje najboljih prijatelja, Lilly (glumi je Emily Osment, sestra Haleyja Joela Osmenta) i Oliver (Mitchel Musso), shvatili su da su Miley i Hannah zapravo ista osoba.Zadnja sezona serije je četvrta, pod nazivom Hannah Montana Forever.Miley prekine sa svojim dečkom glumcom Jakeom Ryanom te otkrije svoj tajni identitet cijelome svijetu.

## Popularnost serije
Serija je postigla neslućenu popularnost u SAD-u i širom svijeta. Već od prosinca 2006. godine mogu se kupiti različiti proizvodi u vezi s "Hannom Montanom": odjeća, nakit, lutkice koje pjevaju, kojima se može mijenjati odjeća itd. Lutka Hannah Montana bila je najprodavanija igračka za Božić 2007. godine.
Ulaznice za koncert Hanne Montane (zapravo Miley Cyrus) rasprodaju se u rekordnom roku, a cijena kod preprodavača dostiže i tisuću dolara.
Originalna verzija uvodne pjesme "The Best Of Both Worlds" traje 2 minute i 54 sekunde, a u seriji je skraćena na samo 50 sekunda. Kao specijalni gosti u seriji pojavljuju se: Ashley Tisdale, Brooke Shields, Jessse McCartney, Jonas Brothers i drugi.

### Film
Film Hannah Montana počeo se prikazivati 10. travnja 2009. godine. U filmu, koji je režirao Peter Chelsom, pojavljuje se ista glumačka ekipa kao i u seriji. Film je odmah postao veliki hit.U filmu se govori o usponu mlade zvijezde u odraslu osobu i njezinu psihičkom sazrijevanju.

## Vanjske poveznice
- Službena stranica
- Hannah Montana Zone
- Hannah Montana u internetskoj bazi filmova IMDb-a